# Колт М1911
Колт М1911 (на английски: Colt M1911) е модел полуавтоматичен пистолет, калибър .45 ACP, който е на служба във въоръжените сили на САЩ от 1911 до 1985 г. и участва в почти всички големи военни конфликти на XX век.

## История
Колт М1911 е конструиран от Джон Браунинг, като е развит на базата на по-ранните модели М1900, М1902 (.38 калибър) и М1905 за по-големия калибър .45.
На 28.12.1906 г. със заповед на военния министър на САЩ е назначен специален съвет от офицери, чиято задача е да избере ново лично оръжие на военния състав. Съветът разглежда всички оръжия .45 калибър сред които са пистолетите Colt, Luger, Savage, Knoble, Bergmann и White-Merrill, както и револвери Colt и Smith&Wesson и уникалния автоматичен револвер на Webley-Fosbery. Образци от тези оръжия са поставени на изпитания, включващи тестове за издръжливост на прах, ръжда, за точност, за функциониране и много други, имащи за цел да определят кой е най-подходящ за военни нужди. През 1907 г. съветът приключва работата си и всички, с изключение на Colt и Savage, са изключени от по-нататъшно разглеждане. Провеждат се изпитания с пистолетите на Colt и Savage, които показват, че все пак те не покриват поставените изисквания в желаната от съвета степен и поради това Департаментът по въоръженията назначава серия от допълнителни експерименти и неофициални тестове, които завършват с назначаването на нов съвет по избора. Той се свиква през март 1911 г. и окончателно приема автоматичният пистолет .45 на Browning-Colt за официално оръжие на американските въоръжени сили като му надава официалното наименование US Pistol, Caliber .45, Model of 1911.

## Бойна употреба
Бойното кръщение на М1911 е във Филипините и при експедицията през 1916 г. на ген. Пършинг в Мексико за преследване на Панчо Виля. Пистолетът взема участие в Първата световна война, Втората световна война (големи количества от него са доставени на СССР и получава отлични отзиви от съветските войници), воюва в Корея и Виетнам, както и в операцията Пустинна буря срещу Ирак. През 1985 г. е заменен от Берета 92 като лично оръжие на военния състав след 74 години служба.

## Конструкция
Заключването на затворната система е по известния „браунингов“ начин и представлява напречни ребровидни издатъци в горната част на цевта, влизащи в канали с аналогична форма от вътрешната страна на затворния блок. Те се придвижват назад на около 47 mm, след което цевта (захваната за задната си част за рамата с обица), пропадайки надолу, прекратява движението си (затова някъде се нарича „люлееща се“) и се отключва, тъй като издатъците излизат от каналите. Това позволява затворът самостоятелно да измине остатъка от пътя назад и да изхвърли изстреляната гилза. Пружината в пълнителя е тласнала следващия патрон нагоре така, че той да може да бъде подбран, и по пътя на затвора напред малък стопор го подава в затворната част. Ударникът е тип открито чукче, а изстреляните гилзи се изхвърлят направо нагоре. В задната част на ръкохватката има втори, автоматичен „инстинктивен“ предпазител, който се деактивира след обхващане от дланта на стрелящата ръка.
През 1926 г. след модификация на М1911 се появява М1911 А1, който е по-удобен за ползване и по-устойчив на износване. Има по-широка мушка, удължена опашка на петлето, скъсен спусък, закръглен кожух на бойната пружина, опростена насечка на чирените, вдлъбнатини в рамата зад спусъка за удобство на показалеца и удължена опашка на предпазителя над ръкохватката.
От 1970 г. компанията Колт започва производството на пистолети Серия 70, различаващи се по конструкцията на втулката, държаща дулната част на цевта в затвора, което подобрило точността на стрелбата.
През 1983 г. започва производството на Серия 80, които имат автоматичен предпазител, блокиращ ударника до пълното натискане на спусъка.

## Боеприпаси
М1911 използва патрон калибър 11,43 mm, който е щатен американски боеприпас от 1911 г., но се използва още от 1907 г. Патронът .45 Automatic Colt Pistol (ACP) за времето си се счита за един от най-мощните и с добра балистика боеприпас, широко разпространен и в други страни, особено в Централна и Южна Америка. Във войските на Великобритания са използвани два типа патрони със същия калибър – MK 1Z, който за кратко време е произвеждан и в Австралия (от 1940 до 1942 г.) и MK 2Z, който е точно копие на стандартния американски патрон.

## Производство
Между 1912 и 1918 г. за американските военни са произведени около 500 000 пистолета модел 1911. Допълнително са произведени и някои по-добре обработени модела, направени за гражданския пазар. Колт М1911 се произвежда и до днес от Спрингфийлд Армъри. Производители са още Ремингтън, Савидж, Уинчестър, Норт Америкън Армс и др., а през периода 1917 – 1933 г. пистолетът е произвеждан и в Норвегия. Remington-UMC е произвел 21 698 пистолета Колт Модъл 1911 за американската армия по време на Първата световна война. След войната Ремингтън не продължават производството, защото Колт държи патента. Впоследствие фирмата дори не остава в бизнеса с пистолети и револвери, а управата ѝ решава да съсредоточи производството си върху спортни пушки и гладкоцевни оръжия. Все пак през Втората световна война в Ремингтън се произвеждат 949 хил. екземпляра пистолети М1911. До края на Втората световна война са произведени около 2,5 млн. единици.